# ثورة المثنى بن تميم
ثورة المثنى بن تميم, هو تمرد بقيادة المثنى بن تمم بن المعز سببه الغيرة و الغضب بسبب خلعه من منصبه و تسليمه لأخيه، فتحالف مع أمير قابس مكي بن كامل و حلفائه الترك و هاجموا صفاقس و المهدية.

## الخلفية
في عام 488هـ / 1095، تعرض يحيى بن تميم بن المعز للاختطاف من قبل مرتزق تركي اسمه شاه ملك الغزي، و بعد ذلك عندما وصل يحيى إلى صفاقس لم يتواصل مع أبيه و لم يكلمه، و يبدوا أن ذلك أزعج تميم، فخلع يحيى عن منصب ولي العهد و عين بدله ابنه الآخر المثنى، لكن أمير صفاقس بدأ يتخوف من أن يحيى قد يسبب إنقلاب، لاحقا توصل حمو بن مليل و تميم بن المعز لاتفاقية تبادل رهائن، عندما عاد يحيى قاطعه والده أياما ثم سامحه وعفا عنه و أعاده لمنصبه ولي العهد، لكن هذا عظم على المثنى ابن تميم الآخر، و دخل الحسد قلبه و أصبح يغار من أخيه و يحقد عليه خاصة و أنه خسر منصبه بسببه، و وصلت تميم أخبار عن المثنى أغضبته عليه، فأمر بطرده هو و عائلته و أصحابه، و قيل أنه حاول تشويه سمعة يحيى ما أغضب والده عليه.
ركب المثنى البحر و حاول اللجوء لدى حمو بن مليل أمير صفاقس فرفض استقباله, كي لا تعود له نفس المخاوف التي واجهها مع يحيى كما أن المثنى يعادي يحيى بن تميم الذي يتعاطف مع حمو و أخيرا كي لا يغضب تميم.
على العموم قرر مثنى أن يجرب حظه في قابس، و كان بها أمير تولى حديثا هو مكي بن كامل الدهماني من بني رياح، فاستقبل المثنى و أكرمه، و بسرعة بدأ ابن تميم بمفاوضته و تحريضه حتى يهاجما صفاقس والمهدية، و أكد له أنه سيتولى تكاليف الحرب، و اقتنع مكي و جمع ما يقدر عليه و جلب معه الترك بقيادة شاه ملك.

## الحرب
بدأ الحلف بالتقدم نحو صفاقس، حيث يبدوا أن المثنى حقد على حمو بن مليل لرفضه استقباله، فنزل و بجيشه القابسي التركي اشتبك مع صفاقس و هاجمها، فعندما وصلت تميم أنباء تمرد ابنه و هجومه على صفاقس أرسل له فرقة تحاربه، فلما علم المثنى و جيشه أن لا طاقة لهم بفرقة تميم قرروا مهاجمة المهدية مباشرة و تقدموا نحوها، و حصل اشتباك مع الجيش الباديسي بقيادة يحيى بن تميم الذي أظهر الشجاعة و الشهامة و المهارة و حسن التدبير، و اشتدت المعركة و لم يحصل المثنى على أي شيئ من ورائها، فلم يجد أي طريقة ليدخل المهدية فانسحب مع جنوده، و نفذ ماله فلم يقدر تجهيز حملة أخرى و لم تؤدي هذه الحملة سوى أن يعظم نفوذ يحيى و تزداد ثقة الأمير و الرعية به.